# Panfilovskaja
Panfilovskaja (in russo Панфиловская?) è una stazione dell'anello centrale di Mosca. Inaugurata l'8 novembre 2016, è stata l'ultima stazione della linea ad aprire. È situata tra i quartieri di Sokol e Ščukino, nel distretto nord occidentale della capitale russa. A seguito di una consultazione popolare avvenuta prima dell'entrata in servizio della linea, la stazione è stata intitolata a Ivan Panfilov, eroe della battaglia di Mosca, la cui strada si trova nelle vicinanze.
A qualche centinaia di metri dalla stazione si trova anche la stazione di Oktjabr'skoe Pole, posta lungo la linea 7.
Nel 2017 la stazione era frequentata da 17.000 passeggeri all'anno